# 大分市立稙田中学校
大分市立稙田中学校（おおいたしりつ わさだちゅうがっこう）は、大分県大分市大字市にある市立中学校。

## 概要
大分市が新産業都市に指定され、大分臨海工業地帯が開発された1960年代後半以降、背後地にあたる大分市郊外の稙田地区では大規模な住宅団地の開発が進められ、人口が急増した。
このため、稙田中学校の生徒数は急増し、1975年（昭和50年）には稙田東中学校、1978年（昭和53年）には稙田西中学校、1982年（昭和57年）には稙田南中学校が相次いで分離した。

## 沿革
- 1947年（昭和22年） - 稙田村立稙田中学校として開校。
- 1957年（昭和32年） - 大分町の発足に伴い大分町立稙田中学校に改称。
- 1963年（昭和38年） - 旧大分市との合併に伴い大分市立稙田中学校に改称。
- 1975年（昭和50年） - 大分市立稙田東中学校が分離。
- 1978年（昭和53年） - 大分市立稙田西中学校が分離。
- 1982年（昭和57年） - 大分市立稙田南中学校が分離。

## 通学区域
- 大分市立稙田小学校通学区

玉沢の一部、上宗方の一部、小野鶴の一部、市、口戸、木上、廻栖野の一部、田原の一部、高瀬の一部
- 大分市立宗方小学校通学区

下宗方の一部、上宗方の一部、小野鶴の一部、玉沢の一部

## 出身者
- 姫野昂志 - サッカー選手
- 吉平翼 - プロサッカー選手
- 佐藤樹一郎 - 大分県知事、元大分市長